# Кутателадзе, Аполлон Караманович
Аполлон Караманович Кутателадзе (груз. აპოლონ ყარამანის ძე ქუთათელაძე; 25 декабря 1899 (6 января 1900), Хони, Кутаисская губерния, Российская империя — 25 июня 1972, Тбилиси, Грузинская ССР) — грузинский советский живописец и график, представитель соцреалистической школы, педагог. Народный художник СССР (1970).

## Биография
Учился в гимназии в Поти, затем в школе «Кавказского общества поощрения художников» (1914—1915), в школе живописи и рисования Н. В. Склифосовского (1915) в Тифлисе (ныне Тбилиси).
В 1916 году добровольцем вступил на военную службу. Участник войны за независимость Грузии (1921). После поражения защитников независимости был в заключении в Метехском замке.
С 1922 по 1926 год учился в Тбилисской академии художеств у Г. И. Габашвили, Е. Е. Лансере, И. А. Шарлеманя, стажировался в Ленинграде.
В начале 1920-х работал в редакции сатирического журнала «Нианги» («Крокодил», Тифлис).
Ответственный секретарь ИЗО-РАБИС (1922—1926). В 1930 году стал сооснователем ассоциации революционных художников Грузии «Сарма».
С 1943 года жил и работал в Тбилиси, преподавал в Тбилисской академии художеств, с 1946 — профессор, с 1959 по 1972 — ректор Академии художеств.
Был человеком необыкновенной энергии, талантливым организатором, дипломатом, большим мастером композиции, сумел не только отстоять статус Тбилисской академии художеств, которую вот-вот хотели лишить данного статуса и фактически аннулировать, но и построить восьмиэтажное здание, которое стало новым корпусом здания академии, и открыл там новые факультеты.
Член правления Союза художников Грузинской ССР, член правления СХ СССР. Член-корреспондент АХ СССР (1967).
Скончался 25 июня 1972 года в Тбилиси. Похоронен в Дидубийском пантеоне писателей и общественных деятелей.

### Семья
- Первая жена — Вера Георгиевна Кутателадзе (в девичестве Мегреладзе), врач.
  - Сын — Тариэл Кутателадзе (1921 — ?), грузинский архитектор.
  - Сын — Гурам Кутателадзе (1924—1979), живописец. Заслуженный художник Грузинской ССР.
- Вторая жена — Мария Ивановна Евдокимова.
  - Дочь — Манана Кутателадзе.
  - Дочь — Нана Кутателадзе (1946—2015), была замужем за Г. К. Тотибадзе[6].
    - Внук — Георгий Тотибадзе (род. 1967), художник[7], спортсмен, имеет пять золотых медалей чемпионата страны по карате, серебро престижного международного турнира в Японии и две бронзы мирового первенства.[8]
    - Внук — Константин Тотибадзе (род. 1969), художник,[9][10] спортсмен, трёхкратный чемпион России, бронзовый призёр чемпионата мира по карате.
    - Внучка — Мария Тотибадзе (род. 1972), дизайнер, модельер.[11] Живёт и работает в Париже.
      - Правнучка — Муся Тотибадзе (1996), певица, модель,[12] студентка ГИТИСа
      - Правнук — Антон Тотибадзе (1993), художник.[13]
- Третья жена — Мирель Кирилловна Зданевич-Кутателадзе, дочь Кирилла Зданевича
  - Сын — Караман Кутателадзе[вд], художник[14].

### Известные адреса
Тбилиси. ул. Дмитрия Бакрадзе (бывший Кирпичный переулок), 13

## Награды и звания
- Заслуженный деятель искусств Грузинской ССР (1943)
- Народный художник Грузинской ССР
- Народный художник СССР (1970)
- Заслуженный деятель искусств Абхазской АССР
- Орден Трудового Красного Знамени
- Два ордена «Знак Почёта» (в том числе 1941)[16]

## Творчество
Исторические полотна:
- «Товарищ Сталин — руководитель демонстрации батумских рабочих в 1902 году»[17]
- «Беседа товарища Сталина с крестьянами-аджарцами в 1902 г.»[18]
- «Серго Орджоникидзе призывает горцев стать на защиту города Грозного»[19], 1938, Областной краеведческий музей, Черкесск
- «Охота царицы Тамары», 1970

Бытовые картины:
- «Радостный урожай», 1953, Музей искусств Грузии, Тбилиси
- «На чайных плантациях Грузии» (1957)
- «Сбор винограда» (1961)
- «Дружба» (1967)
- Пейзажи и портреты.

## Выставки
- Выставка картин Ассоциации революционных художников Грузии «Сарма», 1931, Тбилиси[20]
- «Пятнадцать лет рабоче-крестьянской Красной Армии», Москва, 1933
- «Рабоче-Крестьянской Красной Армии двадцать лет», Москва, 1938
- «Индустрия социализма», Москва, 1939
- «Всесоюзная художественная выставка», Москва, 1946, 1947, 1955

## Память
- Именем Аполлона Кутателадзе названа улица в Тбилиси.